# Парсковелу (Бузау)
Парсковелу (рум. Pârscovelu) насеље је у Румунији у округу Бузау у општини Браешти. Oпштина се налази на надморској висини од 591 m.

## Становништво
Према подацима из 2002. године у насељу је живело 57 становника, од којих су сви румунске националности.